# Dregus
Dregus is een geslacht van kevers uit de familie van de loopkevers (Carabidae). De wetenschappelijke naam van het geslacht is voor het eerst geldig gepubliceerd in 1864 door Motschulsky.

## Soorten
Het geslacht Dregus is monotypisch en omvat slechts de volgende soort:
- Dregus glebalis Coquerel, 1859